# Dufourea dentiventris
Dufourea dentiventris là một loài Hymenoptera trong họ Halictidae. Loài này được Nylander mô tả khoa học năm 1848.